# Милеюв (остановочный пункт)
Милеюв (пол. Milejów) — остановочный пункт железной дороги (платформа) в селе Милеюв в гмине Розпша, в Лодзинском воеводстве Польши. Имеет 2 платформы и 2 пути. 
Остановочный пункт на железнодорожной линии Варшава — Катовице, построен в 1927 году. 